# Ганс-Дітріх Кайзер
Ганс-Дітріх Кайзер (нім. Hans-Dietrich Kaiser; 6 жовтня 1921, Гоєрсверда — 4 травня 1945, Балтійське море) — німецький офіцер-підводник, оберлейтенант-цур-зее резерву крігсмаріне.

## Біографія
В квітні 1940 року вступив на флот. З 1 жовтня 1941 по 23 березня 1942 року пройшов курс підводника. З 24 березня 1942 року — інструктор 1-го навчального дивізіону підводних човнів. З 11 липня 1942 року — 2-й, з 10 серпня 1943 року — 1-й вахтовий офіцер на підводному човні U-267. З 15 липня по 31 серпня 1944 року пройшов курс командира човна. 1 вересня 194 року направлений на будівництво U-2338. З 9 жовтня 1944 року — командир U-2338. 4 травня 1945 року човен був потоплений північно-східніше Фредерісії (55°34′ пн. ш. 09°49′ сх. д.) британськими літаками Бофайтер. 1 член екіпажу був врятований, 12 (включаючи Кайзера) загинули.

## Звання
- Матрос-єфрейтор (1 січня 1941)
- Боцманмат (1 березня 1941)
- Боцман (1 лютого 1942)
- Боцман резерву (1 квітня 1942)
- Обербоцман резерву (1 травня 1942)
- Лейтенант-цур-зее резерву (1 жовтня 1942)
- Оберлейтенант-цур-зее резерву (1 березня 1944)

## Нагороди
- Залізний хрест 2-го класу (19 лютого 1943)
- Нагрудний знак підводника (22 травня 1943)